# Wbrew regułom (serial telewizyjny)
Wbrew regułom (ang. Philly, 2001–2002) – amerykański serial obyczajowy stworzony przez Stevena Bochco i Alison Cross. Wyprodukowany przez Steven Bochco Productions i Paramount Televvision.
Światowa premiera serialu miała miejsce 25 września 2001 roku na kanale ABC. Ostatni odcinek został wyemitowany 28 maja 2002 roku. W Polsce serial nadawany był na kanale TVN 7.

## Obsada
- Kim Delaney jako Kathleen Maguire
- Tom Everett Scott jako Will Froman
- James Denton jako sędzia Augustus "Jack" Ripley
- Kyle Secor jako Daniel Cavanaugh
- Rick Hoffman jako Terry Loomis
- Scotty Leavenworth jako Patrick Cavanaugh
- Diana-Maria Riva jako Trish
- Kristanna Loken jako Lisa Walensky
- Robert Harper jako sędzia Irwin Hawes
- Monique Edwards jako Teena Davis

## Spis odcinków
| N/o            | Tytuł angielski                   |
| -------------- | --------------------------------- |
|                |                                   |
| SERIA PIERWSZA |                                   |
|                |                                   |
| 01             | Pilot                             |
|                |                                   |
| 02             | Porn Again                        |
|                |                                   |
| 03             | Light My Fire                     |
|                |                                   |
| 04             | Tempus Fugitive                   |
|                |                                   |
| 05             | Philly Folly                      |
|                |                                   |
| 06             | Blown Away                        |
|                |                                   |
| 07             | Prisoner of Love                  |
|                |                                   |
| 08             | Truth or Consequence              |
|                |                                   |
| 09             | Loving Sons                       |
|                |                                   |
| 10             | Fork You Very Much                |
|                |                                   |
| 11             | Live and Leg Die                  |
|                |                                   |
| 12             | The Curse of the Klopman Diamonds |
|                |                                   |
| 13             | Ripley, Believe It or Not         |
|                |                                   |
| 14             | Meat Me in Philly                 |
|                |                                   |
| 15             | Lies of Minelli                   |
|                |                                   |
| 16             | Here Comes the Judge              |
|                |                                   |
| 17             | No Business Like No Business      |
|                |                                   |
| 18             | Brotherly Love                    |
|                |                                   |
| 19             | San Diego Padre                   |
|                |                                   |
| 20             | Tall Tales                        |
|                |                                   |
| 21             | Thanks for the Mammaries          |
|                |                                   |
| 22             | Mojo Rising                       |
|                |                                   |